# Makrauchenia
Makrauchenia (łac. Macrauchenia – nazwa oznacza długą szyję), wielbłądozwierz – wymarły trójpalczasty ssak o długich kończynach i szyi zaliczany do rzędu litopternów. Najstarsze skamieniałości datuje się na 7 milionów lat, natomiast najmłodsze (M. patagonica) zniknęły z zapisu kopalnego w późnym plejstocenie, około 10 tysięcy lat temu. Jest najlepiej poznanym przedstawicielem swej rodziny Macraucheniidae dzięki pozostałościom w Ameryce Południowej, przede wszystkim w formacji Lujan (Argentyna). Okaz tego gatunku odkrył już Charles Darwin podczas swej podróży na statku HMS Beagle. Prawdopodobnie za życia zwierzę przypominało pozbawionego garbu wielbłąda wyposażonego w krótką trąbę (pomimo tego ani trąbowce, ani też wielbłądowate nie należą do najbliższych krewnych makrauchenii).

## Historia naturalna
Makrauchenia w zapisie kopalnym pojawiła się w późnym miocenie, około 7 milionów lat temu w Ameryce Południowej. Być może powstała ona z takich form jak Theosodon czy Promacrauchenia. Notoungulaty i litopterny były dwoma starymi grupami ungulatów, które pojawiły się tylko w Ameryce Południowej. Wiele z tych gatunków wymarło w czasie wielkiej wymiany po połączeniu obu Ameryk i pojawieniu się Przesmyku Panamskiego, kiedy to konkurencję z nimi rozpoczęły ssaki, w tym także kopytne, z Ameryki Północnej. Nielicznymi, które przetrwały, były m.in. właśnie makrauchenia, a poza nią także Windhausenia czy też takie ungulaty jak Toxodon oraz Mixotoxodon. Ostatnie kopytne pochodzące z Ameryki Południowej zakończyły swój byt wraz z końcem plejstocenu, podobnie jak wiele przedstawicieli fauny północnoamerykańskiej (mamuty, konie, wielbłądy, tygrysy szablozębne i naziemne leniwce). Być może rodzaj Macrauchenia był ostatnim w swojej grupie i jego wymarcie oznaczało wygaśnięcie linii.

## Budowa i środowisko

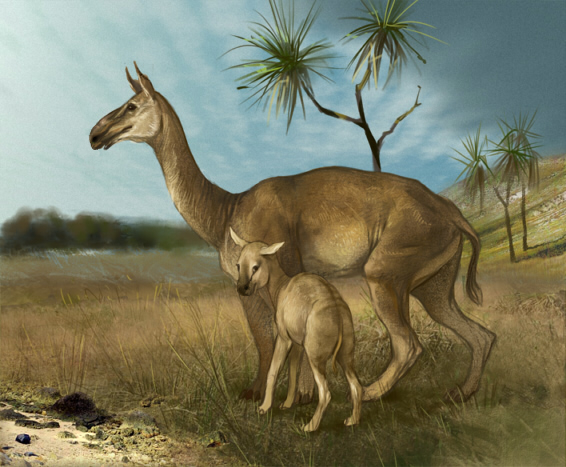
Macrauchenia patagonica

Najbardziej nietypową cechą tego zwierzęcia było położenie nozdrzy – otwierały się one, inaczej niż u większości ssaków, na szczycie głowy. Powstała więc teoria głosząca, że makrauchenia dzięki nim oddychała, będąc resztą ciała zanurzona w wodzie, a wystawiając z niej jedynie czubek głowy. Późniejsze badania odrzuciły tę teorię.
Pewne badania fizjologii zwierzęcia wskazują też, że posiadała ona niezwykle dużą sprawność ruchową, mogła np. bez problemu zmieniać kierunek w trakcie biegu (dzisiejsze gazele, aby tego dokonać, muszą zmienić rytm biegu), dlatego też przypuszcza się, że makrauchenia zamieszkiwała środowisko przypominające dzisiejsze afrykańskie sawanny. Prawdopodobnie była także śniado umaszczona, co zapewniało lepszy kamuflaż wśród wysuszonych traw.
Ssak ten miał 44 zęby. Makrauchenia była roślinożerna – jej pożywieniem były zapewne głównie liście i trawy. Naukowcy podejrzewają, że zrywała je ona swą trąbą. Są także zdania, że prowadziła życie stadne, jak dzisiejsze antylopy czy zebry, co zwiększało szanse na przeżycie spotkania z drapieżnikiem.

## Drapieżniki
Gdy makrauchenia pojawiła się na południowoamerykańskich równinach, pierwszymi polującymi na nią drapieżnikami były prawdopodobnie olbrzymie ptaki, takie jak Andalgalornis, a także torbacze – Thylacosmilus (przypominający koty szablozębne) czy Borhyaena. W późnym pliocenie (lub na początku plejstocenu) obie Ameryki połączyły się, a rodzimi drapieżcy zastąpieni zostali przez jeszcze groźniejszych zabójców z północy. Były to chociażby przetrwałe do dziś pumy, jaguary, a także wymarłe szablozębne koty, takie jak Smilodon.
Niewyposażona przez naturę w oręż obronny makrauchenia najwyraźniej musiała ratować się ucieczką, w ostatecznosci zaś, kiedy drapieżnik był już tuż za nią, mogła kopać go swymi silnymi kończynami, jak czynią to dzisiejsze wielbłądowate.

## Odkrycie
Rodzaj ten został odkryty na początku XIX wieku w Patagonii (Argentyna) przez Charlesa Darwina podczas jego podróży do Ameryki. Zidentyfikował on ją niewłaściwie jako wielką lamę. Od tamtego czasu znaleziono wiele więcej skamieniałości makrauchenii, głównie w Patagonii, ale także w Boliwii i Wenezueli.

## Gatunki
- †Macrauchenia patagonica
- †M. ullomensis
- †M. boliviensis

## Makrauchenia w kulturze masowej
Makrauchenia pojawiła się m.in. w piątym odcinku serialu Wędrówki z bestiami, opowiadającym o polujących na nie smilodonach.
Pojawiła się też w książkach Sceny z życia smoków Beaty Krupskiej oraz w Ilion Dana Simmonsa.